# Villahoz
Villahoz là một đô thị trong tỉnh Burgos, Castile và León, Tây Ban Nha.